# Saint-Genis-l'Argentière
Saint-Genis-l'Argentière là một xã thuộc tỉnh Rhône trong vùng Auvergne-Rhône-Alpes phía đông nước Pháp. Xã này nằm ở khu vực có độ cao trung bình 480 mét trên mực nước biển.